# Kalindi Alves de Souza
Kalindi Alves de Souza, hay Kalindi (sinh ngày 29 tháng 8 năm 1993) là một cầu thủ bóng đá người Brasil thi đấu cho Penafiel theo dạng cho mượn từ Grêmio Anápolis.

## Sự nghiệp câu lạc bộ
Anh ra mắt chuyên nghiệp tại Giải bóng đá hạng nhất quốc gia Bồ Đào Nha cho Penafiel vào ngày 2 tháng 12 năm 2015 trong trận đấu trước Mafra.